# AZ (rapper)
AZ, pseudonimo di Anthony Cruz (New York, 9 marzo 1972), è un rapper statunitense, di origini dominicane, esponente dell'East Coast hip hop.
È tra i molti rapper che emergono dalla scena hip hop di New York verso la metà degli anni novanta, diventando famoso per le frequenti collaborazioni con Nas, a cominciare da Life's a Bitch, importante brano inserito nella «pietra miliare» di Nas del 1994 Illmatic. Dopo aver firmato con la EMI, pubblica il suo album di debutto Doe or Die (1995), ottenendo il consenso della critica – nel corso della propria carriera non riesce ad affermarsi a livello commerciale.
Il singolo principale dell'album, Sugar Hill, diviene il principale successo commerciale del rapper di Brooklyn come artista solista, raggiungendo il 25º posto nella classifica Billboard Hot 100 e ottenendo la certificazione d'oro da parte della RIAA. In seguito, AZ firma con la Noo Trybe/Virgin. Nel 1997, AZ e Nas compaiono in uno spot commerciale per la Sprite e nello stesso anno si forma il supergruppo hip hop The Firm (con Foxy Brown, Cormega e Nature, oltre agli stessi AZ e Nas): esce The Album, disco prodotto da Dr. Dre e dai Trackmasters che si rivela essere un parziale successo commerciale e un fallimento da parte della critica. Il gruppo si scioglie e l'anno seguente AZ pubblica il suo secondo prodotto solista, Pieces of a Man, riscuotendo nuovamente il favore dei critici. Sempre nel 1998, fa un cameo nel film Belly assieme a Nas, DMX e Method Man. Dopo una lieve parabola discendente, il rapper torna ad alti livelli con 9 Lives (2001) e Aziatic (2002), approdando nel panorama underground e pubblicando album in serie come A.W.O.L. (2005). Nel 2015, AZ pubblica indipendentemente il libro Jewels, Gems & Treasures.
Dotato di una tecnica lirica «eccezionale», di un ottimo flow e complessi giochi metrici, che ne caratterizzano la consegna, AZ è ritenuto sia il rapper sia il paroliere hip hop più sottovalutato di tutti i tempi, inoltre è incluso in una lista di About.com che presenta i 50 MC's migliori di sempre, descritto come «probabilmente il paroliere più sottovalutato di sempre».

## Biografia

### 1994-1998:Doe or Die, l'esperienza nei Firm ePieces of a Man

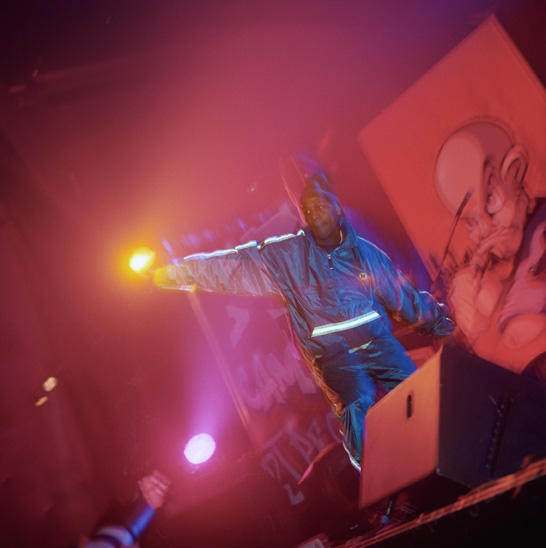
AZ in concerto ad Amburgo, 1997.

Nato a New York da padre dominicano e madre afroamericana, cresce a Brooklyn e raggiunge la notorietà nel 1994, partecipando al singolo Life's a Bitch, unica collaborazione di Nas nel suo universalmente acclamato disco d'esordio, Illmatic. Il successo del brano, l'unico a non esser stato ancora bootleggato nelle settimane precedenti, porta AZ in tour con Nas per promuovere Illmatic e sulla scia della fama conquistata per quell'unico verso, attira l'attenzione di molte etichette: la spunta la EMI, con cui AZ firma nel 1995. L'artista diviene così uno dei pochi ad aver firmato con una label major senza aver mai pubblicato un album o un demo e senza aver ricercato egli stesso una etichetta in precedenza.
Nel 1995 l'attesa per il suo primo disco cresce nel circuito underground. Cruz è spronato dall'etichetta a produrre un primo album in studio: la preparazione del disco richiede un periodo di circa otto mesi. AZ richiama alcuni produttori già presenti in Illmatic – L.E.S. e Pete Rock – e altri di pari livello quali Ski Beatz e Buckwild. Il primo singolo dell'album è Sugar Hill, pezzo che diviene il più grande successo commerciale per l'artista, raggiungendo il venticinquesimo posto nella Hot 100 e venendo certificato disco d'oro dalla RIAA per il mezzo milione di copie vendute. Il successo della canzone, affretta i tempi di uscita dell'album da parte della EMI.
Nell'ottobre del 1995, AZ pubblica Doe or Die: l'album è ampiamente elogiato dalla critica, che lo paragona a Illmatic – giudicandolo inferiore – e lo considera uno dei migliori dell'anno. Il prodotto, considerato anche come un «classico», si ritaglia un proprio spazio all'interno del mafioso rap, divenendo uno standard del genere a fianco a Reasonable Doubt, al secondo disco di Nas It Was Written – nel quale AZ collabora in diverse tracce – e a Only Built 4 Cuban Linx di Raekwon. Tuttavia, a differenza delle previsioni, Doe or Die non ottiene un grosso successo commerciale – arriva al primo posto tra gli album R&B/Hip Hop – e non riesce a lanciare la carriera di AZ nel mainstream.
Secondo il critico di RapReviews Steve Jost, Mo Money, Mo Morder (Homicide), uno degli altri singoli e brano tra i più apprezzati dagli addetti ai lavori, per le tematiche e l'atmosfera può essere considerato come il primo brano del futuro supergruppo The Firm. Nel 1996 collabora anche nel secondo album di Nas, It Was Written, prendendo parte al singolo Street Dreams e ad Affirmative Action, successo commerciale e di critica che convince i rapper a dare il via alla nascita del supergruppo The Firm, diventando la prima traccia dei Firm. Nello stesso anno prende parte al video del singolo Dead Presidents II estratto dall'album d'esordio di Jay-Z Reasonable Doubt. L'anno seguente, Nas, il suo produttore Steve Stoute, Dr. Dre e i Trackmasters fondano il supergruppo. I membri del gruppo sono gli stessi che hanno partecipato ad Affirmative Action, ovverosia Nas, AZ, Foxy Brown e Cormega (in seguito sostituito con Nature). In questo periodo, AZ è molto più popolare rispetto agli altri tre rapper.
Il progetto firma con la label di Dr. Dre, la Aftermath Entertainment, creando grandi aspettative tra gli appassionati del genere – tanto da essere ritenuto come «il più grande supergruppo hip hop di sempre» – ma nonostante abbia tutti gli elementi per avere successo, l'esordio dei Firm uscito nel 1997, The Album, è un fallimento sia di critica sia di vendite. L'album, incentrato su temi mafioso rap, è l'unico disco di AZ a raggiungere il primo posto nella Billboard 200 e il secondo a raggiungere la vetta degli album hip hop. Stroncato dalla critica specializzata, diviene l'unico pubblicato dal supergruppo, che si scioglie. Le critiche negative non risparmiano i singoli membri, coinvolgendo anche AZ. Gli autori musicali si dividono sull'impatto del progetto nelle carriere dei singoli, secondo alcuni li ha lanciati da solisti mentre secondo altri li ha stoppati.
Sciolto il gruppo, AZ torna a lavorare a progetti solisti, pubblicando l'anno seguente un nuovo LP, Pieces of a Man: il rapper firma con la Virgin Records, richiama i membri dei Firm e il suo secondo disco solista gli restituisce credibilità all'interno del circuito quale uno dei «migliori e più sottovalutati parolieri» riscuotendo un buon successo da parte della critica e molto meno a livello commerciale, motivo per cui la Virgin non gli rinnova il contratto. Nello stesso anno ottiene una parte nel film Belly, pellicola con Nas, DMX e Method Man e prende parte alle colonne sonore dei film Braccato dal destino - Caught up e Bulworth - Il senatore. Nel 1999, That's Real, brano presente in S.O.S.A. in collaborazione con Beanie Sigel, è inserito nella colonna sonora del thriller Una voce per gridare.

### 2000-oggi: il ritorno, gli album underground eDoe or Die 2
Rimasto senza etichetta, Cruz cade nell'anonimato e la sua «promettente» carriera va in declino. Nel 2000 il rapper produce l'album indipendente S.O.S.A: il disco è ritenuto di ottima fattura da parte della critica e gli consente di ottenere un contratto con la Motown, label che non ha mai avuto rapper di successo nella propria scuderia. Nel 2001 collabora alla traccia di Nas The Flyest, all'interno di Stillmatic.
Con la Motown pubblica 9 Lives (2001) e Aziatic (2002): il primo riprende diverse tracce da S.O.S.A., il secondo è uno dei suoi migliori e lo riscatta nel gioco, entrambi contribuiscono a cementare lo status di AZ come uno dei migliori storyteller nell'hip hop, facendo cadere diverse tracce di livello – Problems e The Essence, seguito naturale di The Flyest candidata ai Grammy Awards 2003 come miglior performance rap di un duo o un gruppo per il featuring con Nas – pur senza raggiungere il livello qualitativo del suo debutto e peccando nella qualità della produzione, oltreché nelle vendite commerciali.
In questo periodo, AZ smette di inseguire il successo commerciale, consapevole che non arriverà più e che allo stesso tempo si sta ritagliando uno spazio importante all'interno del gioco come uno dei parolieri maggiormente apprezzati. Diventa un artista indipendente nel 2005, quando fonda una sua etichetta, la Quiet Money Records, e produce il disco A.W.O.L., contenente diverse tracce del disco bootleggato e poi cancellato Final Call. L'album ottiene il plauso pressoché unanime da parte della critica specializzata, riguadagnandosi i paragoni con Nas e continuando a consolidare la propria «leggendaria» nomea, non riuscendo a fare ancora breccia nelle vendite. Dal disco è estratto il singolo The Come Up, brano apprezzato prodotto da DJ Premier. Sempre nel 2005, è protagonista del film Envy. L'anno seguente esce The Format, accolto positivamente anche sotto l'aspetto della produzione e dal quale è estratta come singolo la title track confezionata da DJ Premier. Nel 2008 riesce a pubblicare Final Call – previsto originariamente per il 2004 – sotto forma di mixtape, affiancato dal suo settimo sforzo in studio, Undeniable (entrambi prodotti dalla Koch Records). Undeniable è considerato uno dei lavori di hip hop più puro prodotti in quel periodo, accolto positivamente dalla critica e seguito da Legendary, titolo controverso dell'ottavo disco del rapper di Brooklyn: quasi ignorato da pubblico e critica, gli autori musicali si dividono tra la definizione «leggendaria» che AZ si è meritato e il fatto che la produzione dell'album gli remi contro.
Dopo l'uscita di Legendary, Cruz inizia a lavorare a Doe or Die 2. Nel 2009 è accreditato nella colonna sonora di Fish Tank per il brano Life's a Bitch di Nas. Nel 2010 pubblica una nuova edizione di Doe or Die per celebrare il quindicesimo anno dall'uscita dell'album. Il 27 marzo 2012 esce il primo street single di Doe or Die 2, My Niggas. Nel 2014 l'artista è uno degli ospiti principali dell'album di Ghostface Killah 36 Seasons, facendosi notare positivamente. Nel 2015 pubblica il libro Jewels, Gems and Treasures e l'anno seguente produce un documentario assieme a BET per il ventesimo anno dall'uscita di Doe or Die.

## Discografia
Album in studio
- 1995 – Doe or Die
- 1998 – Pieces of a Man
- 2001 – 9 Lives
- 2002 – Aziatic
- 2005 – A.W.O.L.
- 2006 – The Format
- 2008 – Undeniable
- 2009 – Legendary
- 2021 - Doe or Die II

Album collaborativi
- 1997 – The Album (con The Firm)

Raccolte
- 2000 – S.O.S.A. (Save Our Streets AZ)
- 2004 – Decade 1994-2004
- 2008 – Final Call (The Lost Tapes)
- 2008 – Anthology (B-Sides & Unreleased)

Album di remix
- 2007 – The Memphis Sessions: The Remix-Tape

Mixtape
- 2008 – N.4.L. (Niggaz 4 Life) (con DJ Absolut)[79]
- 2009 – G.O.D. (Gold, Oil & Diamonds)
- 2013 – L.O.D.B. (Last of a Dying Breed)[80]
- 2013 – L.O.D.B. II (Last of a Dying Breed)[81]
- 2019 – Legacy[82]